# Cachera
O cachera é um personagem mascarado com chifres na cabeça e coberto com uma pele de animal. Ele é uma das personagens das festas de Santo Estevão na Torre de Dona Chama. O cachera surge  no último momento da festa, após o cortejo da mourisca que encena a luta entre o bem e mal, para alertar a população "que apesar da vitória do bem o mal nunca cessa ", e joga farinha para cima de quem estiver por perto para os afugentar.

## 
1. ↑  Festas de inverno com máscaras
2. ↑  A Torre